# Карабаба
Карабаба (от арм. Բաբոնք — Бабонк или Бабон) — бывшее армянское село на территории Нахичеванской автономной республики в Азербайджане.

## История
В 1852 году Иван Шопен в своей работе «Исторический памятник состояния Армянской области» предположил, что один из Тигранакертов, основанных армянским царём Тиграном Великим, может находиться в селении Карабаба или Карабаглар. Как он отмечал в прошлом село было городом Апаран или Апаранер, который находился на границе трёх округов (Нахичеванского, Чагукского и Ернджакского). Сам город Апаран в переводе значащий «царский дворец» или «место пребывания царя» был выстроен на месте Тигранакерта. Само поселение было самым большим в провинции Шахапонк. В 13 веке, оно носило название Бабонк и имело 500—550 дворов. В поселении помимо всего прочего находились монастыри, церкви и замки, а также имелись мосты через реку, проходившую рядом.
Со временем село стали называть «Карабаба». Российский географ Пётр Семенов, зафиксировал в селе наличие армянской церкви и земляной стены вокруг поселения. Кроме этого он отмечал, что Карабаба славилась своими источниками минеральных вод. Согласно «Своду статистических данных о населении Закавказского края» на 1893 год в селе, в 22-х домах, проживало 223 человека — все армяне. Согласно  «Кавказскому календарю» за 1908 год, в селе проживают армяне в количестве 317 человек
Из-за своего невыгодного положения село было разрушено несколько раз. Население Карабаба достигло минимума во время войн и резни начала 20 века. Последние армянские семьи покинули село в 1980-х годах.

## Памятники
В селе находилась церковь Св. Аствацацин, построенная в конце 12 века и разрушенная в 1915—1920 годах. Старое армянское кладбище располагалось на к северу от села.

## Раскопки
Во время раскопок, проведенных в 1960-х и 1970-х годах, в этом районе было найдено несколько археологических находок бронзового века, кроме этого была обнаружена каменная кладка крепостных сооружений.